# هيمي (توياما)
مدينة هيمي (بالإنجليزية: Himi)‏ هي أحد المدن التابعة لمحافظة توياما. تأسست رسميًا في 01/08/1952. ويقدر عدد سكانها بـ 53316 نسمة حسب تقدير مكتب الإحصاء الياباني لعام 2012. تبلغ مساحة هيمي 230.47 كم2. بكثافة سكانية تبلغ 231 نسمة/كم2.

## أعلام
- هيروشي مينامي